# Coelorinchus anisacanthus
Coelorinchus anisacanthus es una especie de pez de la familia Macrouridae en el orden de los Gadiformes.

## Morfología
• Los machos pueden llegar alcanzar los 30 cm de longitud total.

## Hábitat
Es un pez de aguas profundas que vive hasta 550 m de profundidad.

## Distribución geográfica
Se encuentra al noroeste del Pacífico.